# Rovers FC (Amerikanische Jungferninseln)
Rovers FC, früher bekannt als Coca Cola Rovers oder Rovers United, ist ein Fußballverein, der in der U.S. Virgin Islands Club Championship auf den amerikanischen Jungferninseln spielt.

## Geschichte
Der Verein wurde 1980 in der Stadt Christiansted auf der Insel St. Croix gegründet und hieß aufgrund eines Namenssponsorings des US-amerikanischen Getränkeherstellers Coca Cola Rovers Football Club. Beim CONCACAF Champions Cup 1993 qualifizierte sich der Verein erstmals für ein internationales Turnier, wo er in der ersten Runde auf Club Franciscain aus Martinique traf. Das Hinspiel verloren die Rovers deutlich mit 2:6 sowie das Rückspiel mit 1:10 und schieden mit einem Gesamtergebnis von 3:16 aus dem Turnier aus.
Ohne Coca Cola im Namen wurde der Verein im Jahr 1994 als Rovers Football Club neu gegründet und nahm 1999/00 an der Saint Croix Liga teil. Diese gewannen die Rovers 2012/13 und wurden insgesamt fünfmal Vizemeister, bis die Liga von St. Croix und die von Saint-Thomas 2018 zur U.S. Virgin Islands Club Championship zusammengelegt wurde.
2018/19 wurden die Rovers in der neuen Liga Sechster, mit 12 Punkten. 2020 wurde der Verein sogar Vierter, die Saison konnte jedoch aufgrund der COVID-19-Pandemie nicht fortgesetzt werden. 2023 wurde die Meisterschaft in zwei separate Ligen aufgeteilt, eine nur mit Teams aus St. Croix und die andere nur aus Saint-Thomas. Die Rovers wurden Zweiter in ihrer Liga und qualifizierten sich für die Association Club Championship, wo sich die besten Teams der beiden Inseln um die Meisterschaft kämpften. Im Halbfinale verlor der Verein zwar mit 1:0 gegen New Vibes, besiegte jedoch später den Meister von Saint Croix, Helenites, mit 1:3 und erhielt Bronze. 2024 gewann der Verein aus Christiansted die Liga und erreichte im President Cup das Finale, unterlag jedoch New Vibes SC mit 4:3 im Elfmeterschießen.

## Stadion
Die Heimspielstätte des Vereins ist der Christiansted Sportpark, mit einer Kapazität von 1500 Zuschauern.

## Erfolge

### St. Croix Soccer League
- Meister (1): 2012/13, (2024)
- Finalist (5): 2001/02, 2003/04, 2004/05, 2011/12, 2014/15

### U.S. Virgin Islands Club Championship
- Finalist (1): 2024
- Dritter Platz (1): 2023[6]